# Siili
Siili is een subdistrict of wijk (Estisch: asum) binnen het stadsdistrict Mustamäe in Tallinn, de hoofdstad van Estland. De wijk telde 3.426 inwoners op 1 januari 2020. De wijk grenst met de wijzers van de klok mee aan de wijken Lilleküla, Tondi, Mustamäe en Sääse. De naam betekent ‘egel’.

## Geschiedenis

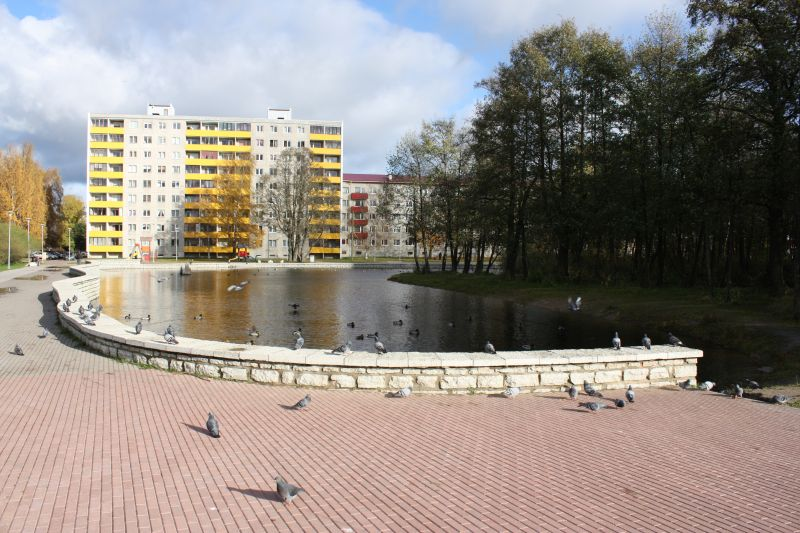
Het Parditiigi park met de aangrenzende hoogbouw

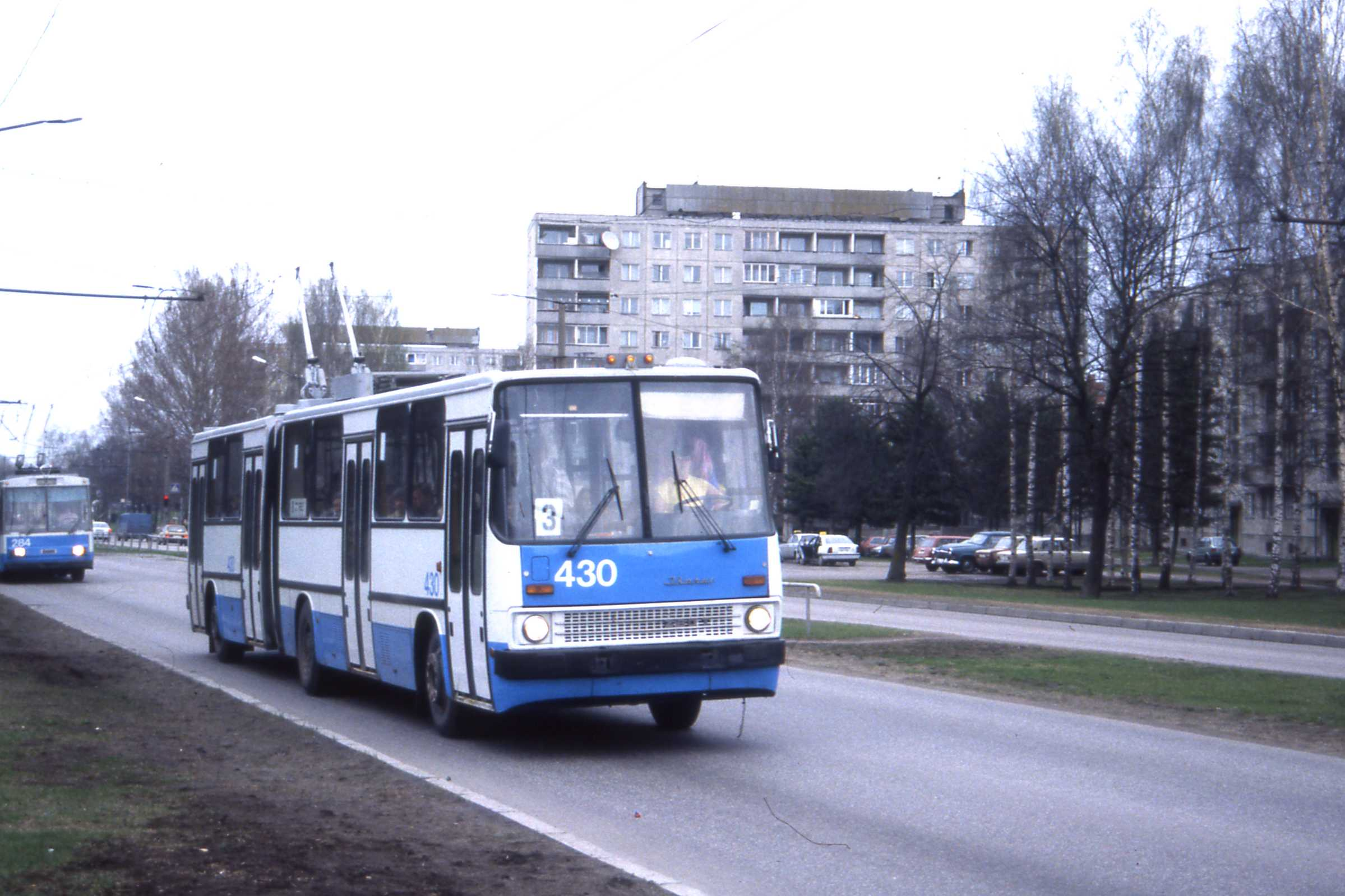
Trolleylijn 3 over de Sõpruse puiestee

In 1971, wat later dan in de andere wijken in het district Mustamäe, begon men in Siili met de bouw van  flats volgens het Plattenbauprincipe. De wijk werd opgezet naar het idee van het microdistrict: groepen woongebouwen die onderling waren gescheiden door groengordels en wegen. Net als in de buurwijk Sääse komen in Siili vooral twee typen flats voor: flats met vijf en flats met negen woonlagen. In 1974 was de wijk compleet.
Dankzij gebrekkig onderhoud maakte de wijk al gauw een vervallen indruk. Na het herstel van de onafhankelijkheid in 1991 zijn de flats van Siili opgeknapt.

## Voorzieningen
De wijk heeft geen bedrijven, afgezien van enkele kleine zelfstandigen met een kantoor aan huis. Siili is vooral een slaapstad.
In het zuiden van de wijk ligt het Parditiigi park (‘Eendenvijverpark’), dat met een oppervlakte van 5,9 hectare bijna een kwart van de wijk in beslag neemt. Aan de overzijde van de weg Nõmme tee ligt het Dunteni park in de wijk Tondi.
In Siili is een deel van de juridische faculteit van de Universiteit van Tallinn gevestigd.

## Vervoer
De belangrijkste wegen zijn de Sõpruse puiestee, die de grens met de wijk Sääse vormt, de A.H. Tammsaaere tee op de grens met de wijk Mustamäe en de Nõmme tee, de grens met de wijk Tondi.
Over alle drie die wegen lopen buslijnen. Over de Sõpruse puiestee rijden bovendien de trolleylijnen 3 (naar het warenhuis Tallinna Kaubamaja) en 4 (naar het Baltische Station).
Kadaka · Mustamäe · Sääse · Siili